# Cherrueix
Cherrueix är en kommun i departementet Ille-et-Vilaine i regionen Bretagne i nordvästra Frankrike. Kommunen ligger i kantonen Dol-de-Bretagne som tillhör arrondissementet Saint-Malo. År 2022 hade Cherrueix 1 106 invånare.

## Befolkningsutveckling
Antalet invånare i kommunen Cherrueix
Referens:INSEE